# Epsilonproteobacteria
Pour les articles homonymes, voir Epsilon (homonymie).
Classe
Ordres de rang inférieur
- Campylobacterales
- Nautiliales

Classification phylogénétique
- Eubactéries
  - Protéobactéries
  - groupe :
    - Firmicutes
      - groupe Bacillus / Clostridium
      - Actinobactéries

    - groupe :
      - Cyanobactéries
      - groupe Thermus / Deinococcus

  - groupe :
    - Bactéries vertes sulfureuses
    - groupe :
      - Flavobactéries
      - Bactéroïdes

  - groupe :
    - Spirochètes
    - Chlamydiales

  - Planctomycétales
  - Bactéries vertes non sulfureuses
  - Aquificales
  - Thermotogales

Les Epsilonproteobacteria ou Protéobactéries ε constituent l'un des cinq groupes de Proteobacteria.
Il comprend :
- les Campylobacterales — Exemples : Campylobacter jejuni qui est l’agent de l’entérite, Helicobacter pylori qui est l’agent de la gastrite. les Sulfurimonas, réductrices des nitrates, oxydant à la fois le soufre et l'hydrogène et contenant des hydrogénases du groupe IV
  - Sulfurimonas autotrophica
  - Sulfurimonas denitrificans
  - Sulfurimonas gotlandica
  - Sulfurimonas paralvinellae
  - (Sulfurimonas Hongkongensi)
- les Nautiliales

## Description
Les Protéobactéries ε ont la forme de bâtonnets droits, courbes ou en hélice. Elles possèdent un ou plusieurs flagelles qu'elles utilisent pour leur locomotion. Leur longueur varie de 0,5 à 5 µm.

## Mode de vie
Certaines de ces bactéries vivent près des sources hydrothermales, mais la plupart ont un mode de vie parasitique ou symbiote. Ces dernières vivent dans les voies digestives ou génitales des Mammifères. Bon nombre d'entre elles sont pathogènes (ex: Campylobacter fetus, Campylobacter jejuni, Helicobacter pylori...).